# رباط کشاله ران

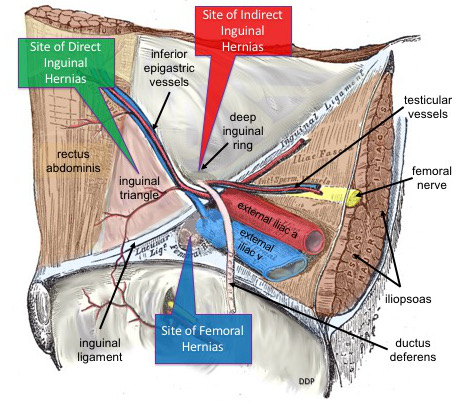
رباط کشاله ران در تصویر به صورت نواره‌ای سفیدرنگ دید می‌شود.

رُباطِ کشالهٔ ران (به انگلیسی: Inguinal ligament) (لیگامان اینگوینال، Inguinal ligament، رباط مغبنی) نواری لیفی است که از تکمه شرمگاهی (توبرکول پوبیس) به خار تهیگاهی پیشین بالایی متصل می‌شود. این رباط در ناحیه کشاله ران و زیر پوست لمس می‌شود. در نقطه دور از مبدأ نسبت به نقطه وسط رباط کشاله ران، سرخرگ رانی (شریان فمورال) در محل ورودش به ران قابل لمس می‌باشد.
رباط کشاله ران مشتقی از زردپی پهن (آپونوروز) ماهیچه مایل بیرونی شکم است.
این رباط در تشکیل مجرای رباط کشاله‌ای (کانال اینگوینال) و فهم آناتومی فتق کشاله ران بسیار مهم است. مجرای کشاله‌ای مانند ناودانی است که به سمت پایین و داخل امتداد می‌یابد. این کانال در بالا و موازی رباط کشاله ران قرار دارد. در فتق کشاله‌ای ساک صفاقی وارد مجرای کشاله‌ای می‌شود. اگر از حلقهٔ عمقی کشاله‌ای وارد شود، فتق غیر مستقیم؛ و اگر از دیواره خلفی مجرای کشاله‌ای عبور کند، فتق مستقیم نامیده می‌شود.

## نگارخانه

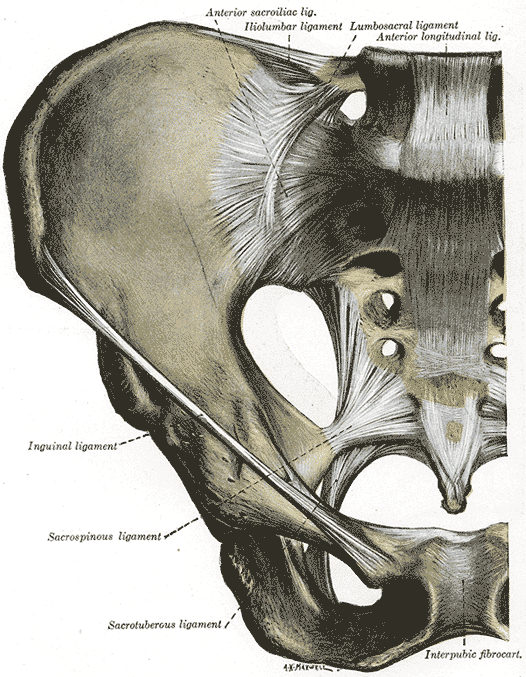
رباط های لگن. نمای قدامی.
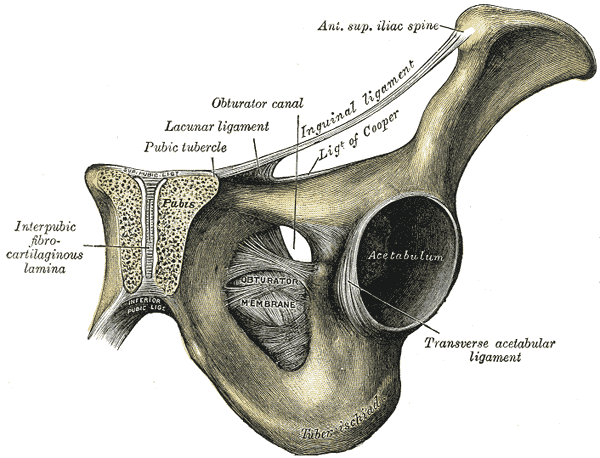
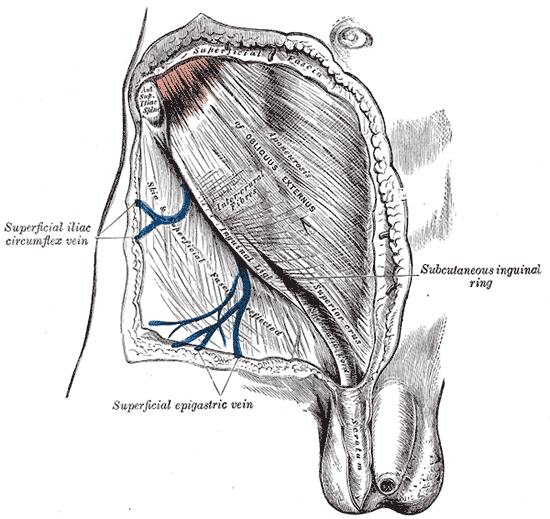
حلقه اینگوینال زیر جلدی.
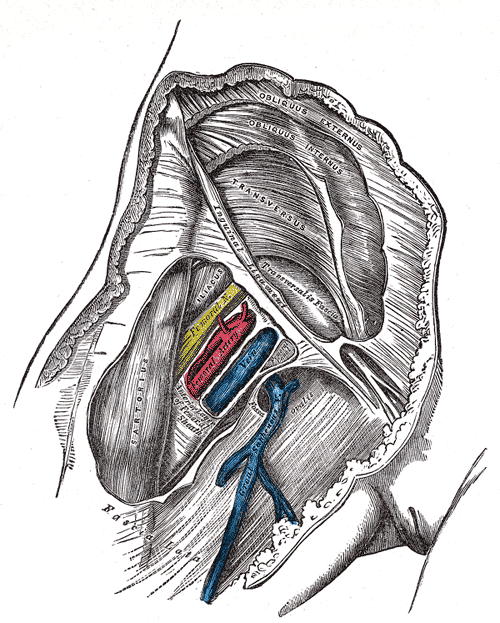
غلاف فمور باز گذاشته شد تا سه محفظه آن را نشان دهد.

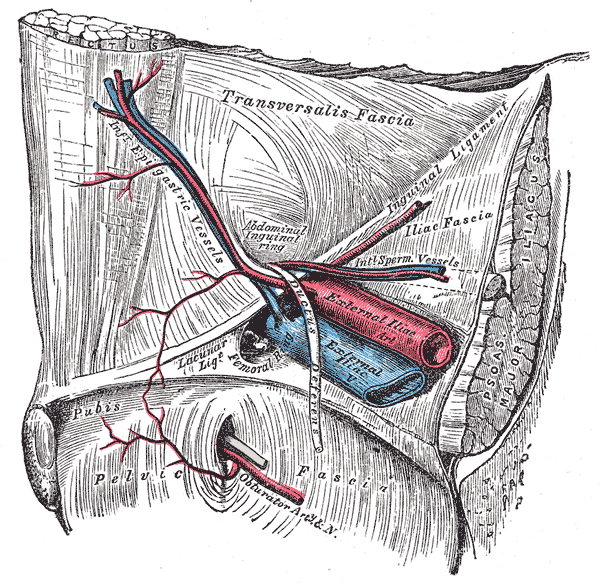
روابط حلقه های اینگوینال فمورال و شکم که از داخل شکم دیده می شود. سمت راست.
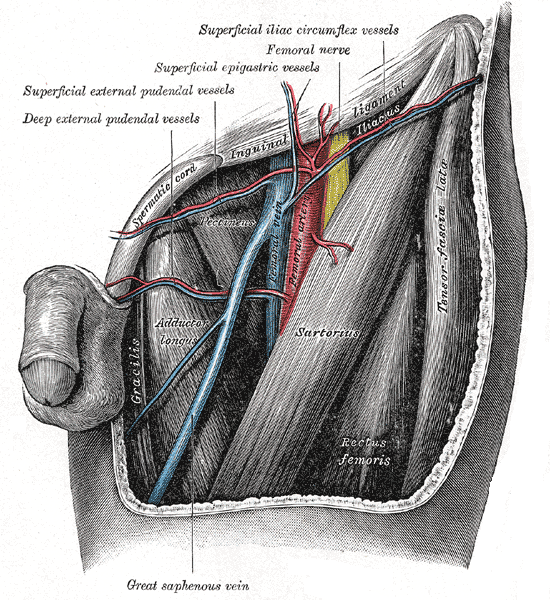
مثلث چپ فمورال.
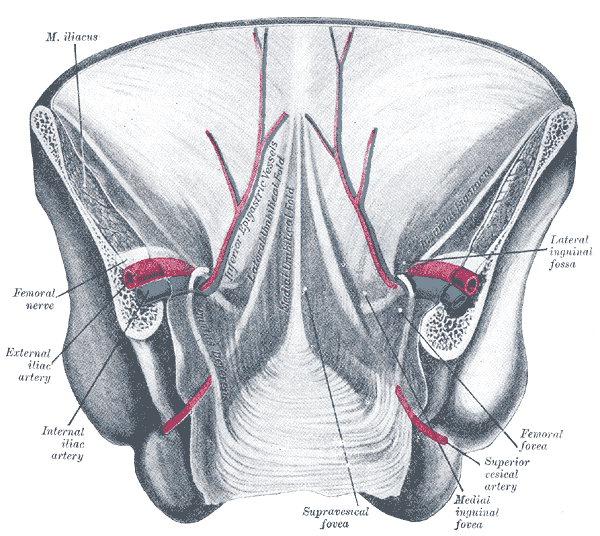
نمای خلفی دیواره قدامی شکم در نیمه تحتانی آن. صفاق در جای خود قرار دارد و طناب های مختلف از طریق آن می درخشند.
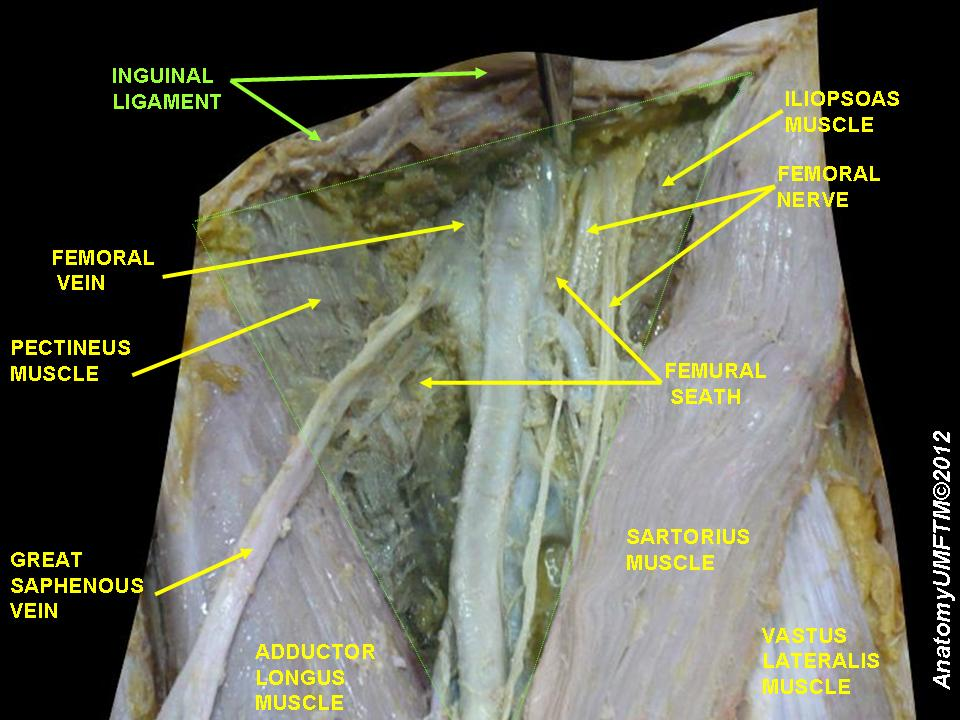
رباط اینگوینال
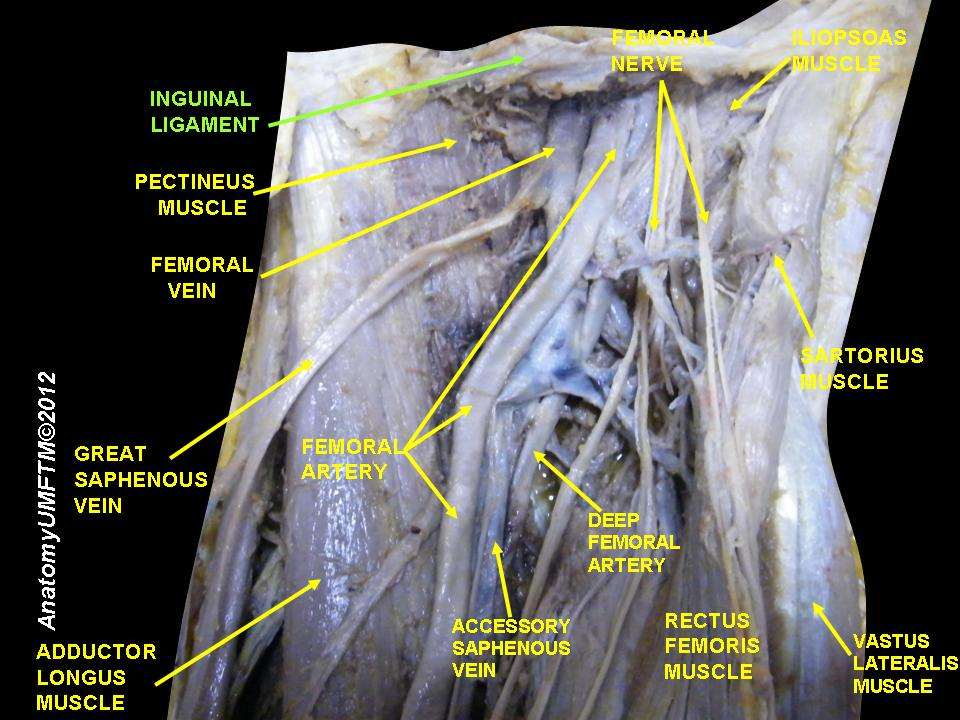
رباط اینگوینال